# Ismail Qemali
Ismail Qemali (Vlorë, 16 de janeiro de 1844 - Perúgia, Itália, 24 de janeiro de 1919)  de seu nome completo Ismail Kemal Bej Vlora foi um líder do movimento nacionalista albanês, e fundador da Albânia independente. Assumiu o cargo de primeiro-ministro da Albânia em novembro de 1912 até janeiro de 1914, tendo inaugurado o cargo.